# Jaime Daniel Castaño Zacarías
Jaime Daniel Castaño Zacarías est un journaliste et photojournaliste mexicain assassiné le 9 décembre 2020 à Jerez de García Salinas.